# Exeristis
Exeristis é um gênero de mariposa pertencente à família Crambidae.